# Фольках (река)
Фольках (нем. Volkach) — река в Германии, протекает по Нижней Франконии  (земля Бавария). Левый приток Майна. Речной индекс 24318. Площадь бассейна реки составляет 127,83 км². Длина реки 13,43 км.
Образуется на территории общины Михелау-им-Штайгервальд после слияния двух рек — Грундбах (Grundbach) и Хольцбах (Holzbach). В верхнем течении река называется Аубах (Aubach). Устье Фолькаха находится в одноимённой общине — в Фолькахе. В описании своих характеристик Фольках иногда рассматривается совместно с рекой Хольцбах. Тогда общая длина реки 30,20 км, площадь её бассейна 128,44 км².
Высота истока (место слияния Грундбаха и Хольцбаха) 321 м. Высота истока Хольцбаха — основного притока — 462 м. Высота устья Фолькаха 191 м.
Система водного объекта: Майн → Рейн → Северное море.
На реке расположены населённые пункты Михелау-им-Штайгервальд, Дингольсхаузен, Герольцхофен, Франкенвинхайм-Брюннштадт, Колицхайм-Зайлицхайм, Фольках-Оберфольках, Фольках.